# 马朗桑
马朗桑（法語：Maransin，法語發音：[maʁɑ̃sɛ̃]）是法国吉伦特省的一个市镇，属于利布尔讷区。

## 地理
马朗桑（45°4'16"N, 0°16'5"W）面积29.94 平方千米，位于法国新阿基坦大区吉倫特省，该省份为法国西南部沿海省份，是法國本土面积最大的省，北起滨海夏朗德省，西临大西洋，南至朗德省，东南接洛特-加龍省，东临多爾多涅省。
与马朗桑接壤的市镇（或旧市镇、城区）包括：塞尔库、巴亚斯、拉普亚德、圣西耶达布扎克、圣马丹德莱、圣马丹迪布瓦、蒂扎克德拉普亚德。

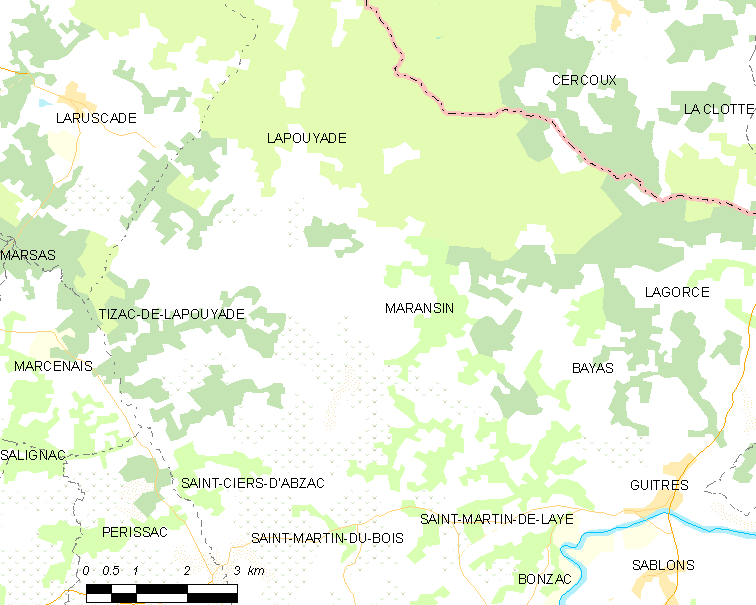
马朗桑的OSM定位图

马朗桑的时区为UTC+01:00、UTC+02:00（夏令时）。

## 行政
马朗桑的邮政编码为33230，INSEE市镇编码为33264。

## 政治
马朗桑所属的省级选区为北利布尔奈县。

## 人口

1962-2008年间马朗桑人口变化图示

马朗桑于2022年1月1日时的人口数量为1059人。